# Acetaldehyd
Acetaldehyd eller etanal är en aldehyd och en brandfarlig vätska med summaformeln CH3CHO. 

## Egenskaper
Ämnet är en mellanprodukt vid nedbrytning av alkohol i levern och magsäcken. Ämnet har en sötaktig lukt som man kan känna i andedräkten hos personer som druckit alkohol (etanol) då den diffunderar ut i lungorna från blodet. Acetaldehyd är en av orsakerna till att man ofta mår illa dagen efter att man druckit alkohol. 

## Framställning
Acetaldehyd framställs genom ofullständig oxidation av etanol. Tidigare framställdes det syntetiskt i stor skala som en addukt genom addition av vatten till acetylen i närvaro av kvicksilversalter. Sedan 1960-talet framställs etanal genom oxidation av eten.

## Användning
Acetaldehyd har en vidsträckt användning inom den organisk-kemiska industrin. Sålunda är acetaldehyd utgångsmaterial för eller mellanprodukt vid framställning av den fyrvärda alkoholen pentaerytritol, syntetiskt gummi, ättiksyra, ättiketer, aldol m. fl. De för bränsleändamål ibland använda metatabletterna utgörs av den trimera formen av acetaldehyd (paraldehyd).
Nedbrytningen från etanol till acetaldehyd sker med hjälp av enzymet alkoholdehydrogenas. Acetaldehyd bryts i sin tur ner till ättiksyra av enzymet acetaldehyddehydrogenas. Antabus motverkar nedbrytningen av acetaldehyd till ättiksyra vilket ger illamående vid intag av alkohol. 